# C/2009 R1 (Макнота)
C/2009 R1 — одна з сорока комет відомих під назвою Комети Макнота. Вона належить до неперіодичних комет й була відкрита шотландсько-австралійським астрономом Робертом Макнотом 9 вересня 2009 р. за допомогою Уппсальського телескопа Шмідта в обсерваторії Сайдинг-Спрінг (Новий Південний Уельс, Австралія). Це відкриття було підтверджено того ж самого дня групою, що працює на Станції Наземних Оптичних телескопів на Тенерифе. Після відкриття перші зображення комети були отримані 20 липня, 1 та 18 серпня 2009 р. Оскільки ексцентриситет її орбіти виявився дуже великим — більшим за 1,0, що вказує на те, що траєкторія її орбіти є гіперболічною, — вважається, що C/2009 R1 згодом назавжди залишить Сонячну систему.

## Видимість
З початку червня 2010 C/2009 R1 можна було побачити у бінокль, а вже 8 червня її було видно неозброєним оком на темному небі зі слабким світловим забрудненням (на околиці міста). Згодом її видимий блиск зросте, тому її добре буде видно вже з середини й аж до кінця червня 2010 р. на її шляху між сузір'ями Візничого та Близнят. Завдяки молодому Місяцю, що починається з 12 червня, нічне небо буде особливо темним. Тому вихідні з п'ятниці (11 червня) на неділю (13 червня) будуть найкращим часом для спостереження даної комети на нічному небі, оскільки вона буде легкоспостережуваним об'єктом для більшості людей, хто планує її побачити десь за 2—3 години до світанку, і перебуватиме і сузір'ї Персея.
Яскравість комети важко передбачити, особливо у випадку, коли ми вперше маємо справу з її появою. Очікується, що C/2009 R1 згодом досягне своєї найбільшої яскравості, котра відповідає видимій зоряній величині 2m, з 30 червня по 2 липня 2010 р. Остання дата припадає на момент перигелію, коли комета буде найближче до Сонця. Тому, незважаючи на найбільшу яскравість комети, її буде досить важко спостерігати в променях Сонця. Тоді найзручніше буде спостерігати за нею, коли вона знаходитиметься низько над горизонтом, після заходу Сонця. Винятком слугуватиме повне сонячне затемнення 11 липня 2010 року, яке спостерігатиметься в Південній півкулі в зоні південної частини Тихого океану, на Мангаї, Острові Пасхи, а також далеко на півдні Чилі та Аргентини, яке дасть змогу бачити комету посеред білого дня. Комета є особливою, завдяки її добре помітній зеленій комі та довгому кометному хвосту, наповненому іонами сублімованих газів, і який на момент 6 червня 2010 р. простягався на 5 градусів. Її загальний вигляд нагадує «яблуко на паличці».